# Screen Actors Guild Award for Outstanding Performance by a Female Actor in a Drama Series
The Screen Actors Guild Award for Outstanding Performance by a Female Actor in a Drama Series er en award, som uddeles af Screen Actors Guild for at ære den flotteste skuespiller-præsentation, som bedste kvindelige skuespiller i en drama-serie.

## Vindere og nominerede

### 1990'erne
1994: Kathy Baker, Picket Fences
- Jane Seymour, Dr. Quinn, Medicine Woman
- Angela Lansbury, Murder, She Wrote
- Swoosie Kurtz, Sisters
- Cicely Tyson, Sweet Justice

1995: Gillian Anderson, The X-Files 
- Christine Lahti, Chicago Hope
- Julianna Margulies, ER
- Sharon Lawrence, NYPD Blue
- Sela Ward, Sisters

1996: Gillian Anderson, The X-Files 
- Christine Lahti, Chicago Hope
- Jane Seymour, Dr. Quinn, Medicine Woman
- Kim Delaney, NYPD Blue
- Della Reese, Touched by an Angel

1997: Julianna Margulies, ER 
- Christine Lahti, Chicago Hope
- Kim Delaney, NYPD Blue
- Della Reese, Touched by an Angel
- Gillian Anderson, The X-Files

1998: Julianna Margulies, ER 
- Annie Potts, Any Day Now
- Christine Lahti, Chicago Hope
- Kim Delaney, NYPD Blue
- Gillian Anderson, The X-Files

1999: Edie Falco, The Sopranos
- Annie Potts, Any Day Now
- Lorraine Bracco, The Sopranos
- Nancy Marchand, The Sopranos
- Gillian Anderson, The X-Files

### 2000'erne
2000: Allison Janney, The West Wing
- Sally Field, ER
- Lauren Graham, Gilmore Girls
- Sela Ward, Once and Again
- Edie Falco, The Sopranos
- Gillian Anderson, The X-Files

2001: Allison Janney, The West Wing
- Lauren Graham, Gilmore Girls
- Tyne Daly, Amys ret
- Lorraine Bracco, The Sopranos
- Edie Falco, The Sopranos
- Stockard Channing, The West Wing

2002: Edie Falco, The Sopranos
- Amy Brenneman, Amys ret
- Lorraine Bracco, The Sopranos
- Allison Janney, The West Wing
- Lily Tomlin, The West Wing

2003: Frances Conroy, Six Feet Under
- Jennifer Garner, Alias
- Tyne Daly, Amys ret
- Mariska Hargitay, Law & Order: Special Victims Unit
- Stockard Channing, The West Wing
- Allison Janney, The West Wing

2004: Jennifer Garner, Alias
- Christine Lahti, Jack & Bobby
- Drea de Matteo, The Sopranos
- Edie Falco, The Sopranos
- Allison Janney, The West Wing

2005: Sandra Oh, Grey's Anatomy
- Kyra Sedgwick, The Closer
- Geena Davis, Commander in Chief
- Mariska Hargitay , Law & Order: Special Victims Unit
- Patricia Arquette, Medium

2006: Chandra Wilson, Grey's Anatomy
- Patricia Arquette, Medium
- Edie Falco, The Sopranos
- Mariska Hargitay, Law & Order: Special Victims Unit
- Kyra Sedgwick, The Closer

2007:Edie Falco, The Sopranos 
- Glenn Close, Damages
- Sally Field, Brothers & Sisters
- Holly Hunter, Saving Grace
- Kyra Sedgwick, The Closer

2008: Sally Field, Brothers & Sisters
- Mariska Hargitay, Law & Order: Special Victims Unit
- Holly Hunter, Saving Grace
- Elisabeth Moss, Mad Men
- Kyra Sedgwick, The Closer

2009 – Julianna Margulies – The Good Wife
- Patricia Arquette – Medium
- Glenn Close – Damages
- Mariska Hargitay – Law & Order: Special Victims Unit
- Holly Hunter – Saving Grace
- Kyra Sedgwick – The Closer

### 2010'erne
2010 – Julianna Margulies – The Good Wife som Alicia Florrick
- Glenn Close – Damages som Patty Hewes
- Mariska Hargitay – Law & Order: Special Victims Unit som Olivia Benson
- Elisabeth Moss – Mad Men som Peggy Olson
- Kyra Sedgwick – The Closer som Brenda Leigh Johnson

2011 – Jessica Lange – American Horror Story som Constance Langdon
- Kathy Bates – Harry's Law som Harriet "Harry" Korn
- Glenn Close – Damages som Patty Hewes
- Julianna Margulies – The Good Wife som Alicia Florrick
- Kyra Sedgwick – The Closer som Brenda Leigh Johnson